# Roni Alter
Pour les articles homonymes, voir Alter (homonymie).
Roni Alter est une auteure, compositrice, musicienne et interprète israélienne.

## Biographie
Fille d'une actrice judéo-irlandaise, Irit Alter, et du compositeur et réalisateur Naftali Alter tous deux célèbres en Israël. Roni Alter grandit à Herzliya, quartier huppé du Nord de Tel-Aviv. Elle apprend d'abord la musique classique puis le jazz.
Dans les années 2000, elle fait des duos avec le chanteur israélien  Arik Einstein. Elle joue  en première partie du chanteur norvégien Thomas Dybdahl.  Elle devient ensuite la chanteuse de Metropolin (en), un groupe d'électro-pop. En 2010, elle sort un premier album solo puis décide, en 2012, de s'installer à Paris où elle est «parrainée» par la chanteuse pop-folk Keren Ann. Elle enregistre  alors un second album, Go Wild, en 2014 à Paris produit par Alon Lotringer et sur lequel le musicien Avishai Cohen joue de la trompette. 
En 2019, elle est nommée aux victoires de la musique pour son EP Roni Alter . 
Son album Be Her Child Again sort en 2019. Le titre Devil’s Calling a pour thème le harcèlement sexuel vécu durant son enfance.

## Discographie
- Pocket Air (album), 2010
- Go Wild (album), 2014
- Roni Alter (EP), 2018
- Be Her Child Again (album), 2019[5]

## Distinction
- Victoires de la musique 2019 : nomination pour la Victoire de l'album révélation de l'année pour son EP Roni Alter